# Zriba (délégation)
Zriba est une délégation tunisienne dépendant du gouvernorat de Zaghouan.
En 2004, elle compte 20 765 habitants dont 10 393 hommes et 10 372 femmes répartis dans 4 531 ménages et 4 820 logements.